# Schistura beavani
Schistura beavani är en fiskart som först beskrevs av Günther, 1868.  Schistura beavani ingår i släktet Schistura och familjen grönlingsfiskar. IUCN kategoriserar arten globalt som livskraftig. Inga underarter finns listade i Catalogue of Life.